# 奥羽新干线

奥羽新干线的大致规划路线

奥羽新干线（日语：／ Ouu Shinkansen */?）是福岛县福岛市经由山形县山形市附近，连接秋田县秋田市的基本计划高速铁路线（新干线）。

## 概述
1973年11月15日，根据《全国新干线铁道整备法》第四条第一项的规定，《确定开始建设新干线铁道路线基本计划》（运输省告示第466号）公示了12条基本计划新干线，本线为其中之一。

### 假设的停靠站
- 秋田-（大曲）-（横手）-（汤泽）-（新庄）-（樱桃东根）-山形-（赤汤）-（米泽）-福岛

※括号内的车站快速列车不停靠

## 沿革

### 基本计划的决定
1969年5月30日，日本内阁会议通过了“新全国综合开发计划”。其中，作为主要开发项目的构想，“（通过建设）日本海沿岸新干线铁路、上越新干线、东北横断新干线铁路（中略），缩短东北地方和首都圈、北海道及区域内相互之间的时间距离，并加强区域间的交流。”在东北地区，建设几条新干线铁路的构想也包括在内。
1970年，全国新干线铁道整备法颁布。根据这项法律，不同于以增强干线运输能力为目的的东海道山阳新干线，以经济发展和地区振兴为目的的新干线得以建设。
1973年11月15日，运输省告示第466号决定了包括奥羽新干线在内的12条线路的基本计划。在这个基本计划中，奥羽新干线以福岛市为起点，经过山形市附近，以秋田市为终点。

### 以标准规格新干线为目标的动向
随着整备新干线的建设和开通达到一定程度，山形县于2016年5月22日成立了 "山形县奥羽·羽越新干线整备实现同盟"，由县政府、县国会议员、县议会、市町村议会和企业界组成，以进一步加快实现奥羽新干线的建设。 同年6月20日，米泽市成立了“米泽市奥羽新干线整备实现同盟会”。
2017年8月9日，以奥羽、羽越两条新干线按标准规格建设为目标，以山形县为事务局，沿线6县（青森、秋田、山形、福岛、新潟、富山）由负责科长等组成的“羽越·奥羽新干线关系6县合同项目组”成立，第一次会议在山形市举行。项目组研究了沿线地区的区域愿景、成本效益和开发方法，并计划利用这些成果向政府提出要求。 同年9月20日，由山形县新庄市牵头的“最上地域奥羽新干线整备实现同盟会”成立。
2018年1月5日，以按标准规格建设奥羽新干线为目的，由山形市、周边三市二町的地方政府和当地企业界组成的 "山形圈域奥羽新干线整备实现同盟会"（会长：山形市市长佐藤孝宏）成立。

#### 福岛山形县界隧道计划
2015年5月12日，山形县知事吉村美惠子与JR东日本社长富田哲郎会面时表示，将在未来两年内研究应对可能导致山形新干线取消和延误的暴雨和大雪的措施。 在这项研究的结果汇总后，JR东日本于2017年11月29日向山形县作了概述。 根据该报告，在县界的板谷峠挖掘一条23公里的隧道，预计可节省约10分钟的时间，按目前山形新干线的服务标准，项目成本估计为1500亿日元。 它还估计，按照吉村知事的要求，若将隧道横截面拓宽到能够容纳未来标准规格新干线，成本将增加120亿日元。 基于这些结果，同年12月1日，吉村知事拜访了JR东日本的富田社长，要求尽快建造该隧道。

### 年表
- 1967年7月: 日本国有铁道发布了全国新干线网络的构想。
- 1969年5月30日: 内阁会议决定新全国综合发展计划。
- 1970年5月18日: 《全国新干线铁道整备法》颁布。
- 1973年11月15日: 根据昭和48年告示第466号，决定包括奥羽新干线在内的12线的基本计划。
- 2016年
  - 5月22日: “山形县奥羽·羽越新干线整备实现同盟”成立。
  - 6月20日: “米泽市新干线整备实现同盟会”成立。
- 2017年
  - 8月9日: “羽越·奥羽新干线关系6县合同项目组”成立。
  - 9月20日: “最上地域奥羽新干线整备实现同盟会。
- 2018年1月5日: “山形圈域奥羽新干线整备实现同盟会”成立。
- 2021年6月21日: “羽越·奥羽新干线关系6县合同项目组”发表了关于预计缩短时间和两条新干线的交通运输性价比的首次调查结果。奥羽新干线如果按照单线的标准规格进行建设的话，费用为1兆4500亿日元到1兆5100亿日元，性价比为1.13。[1][2]同时建设羽越新干线的场合，性价比为0.47到1.08。

## 标准规格新干线以外的高速化（迷你新干线方式）
奥羽本线的福岛站-新庄站之间和大曲站-秋田站之间改轨为标准轨，计划与东北新干线之间直通运行。与标准规格新干线相比，该方案缩短了建设时间，也没有出现并行在来线的问题。但是，这条线路在法律上仍然是既有线，而不是根据《全国新干线铁路整备法》的建设计划进行的。另外，不像标准规格新干线那样完全建设新线路，本线线形与改轨前相同，因此存在平交道口和单线区间。最高时速为130公里/小时，即使以这种速度行驶的距离也不长。福岛站-新庄站之间最快为1小时47分钟，盛冈站-秋田站之间最快为1小时23分钟。

## 效果
山形县、秋田县往来关东的人数为18,699人/日（2010年度） ，其中铁路9,852人/日（52.7%） ，航空1,671人/日（8.9%），汽车等7,175人/日（38.4%）（均为2010年度）。青森县往来关东的人数为9,999人/日，其中铁路7,411人/日（74.1%） ，航空1,925人/日（19.3%） ，汽车等663人/日（6.6%）（均为2013年度）。铁路记者梅原淳推测，奥羽新干线建成后，青森县往来关东的铁路旅客人数将上升到13,856人/日。
“山形县奥羽·羽越新干线整备实现同盟”推算，奥羽新干线（标准规格线）开通后，与迷你新干线相比，东京站到米泽站的用时将从1小时56分缩短为约1小时30分，东京站到山形站的用时将从2小时26分缩短为约2小时，东京站到新庄站的用时将从3小时11分缩短为约2小时30分。
“秋田县奥羽·羽越新干线整备促进期成同盟会”推算，奥羽新干线（标准规格线）开通后，与在新庄站换乘山形新干线和既有线列车的情况相比，东京站-秋田站的用时将从约5小时50分缩短为约2小时30分钟。另外，如果使用秋田新干线，东京站到秋田站之间的用时最短为3小时37分钟。
“羽越·奥羽新干线关系6县合同项目组”2021年6月21日公布，东京-山形之间的用时为1小时40分钟，山形-秋田之间的所需时间为42分钟。
|           | 现状（山形新干线 + 既有线） | 奥羽新干线（预计） | 节省时间      | 备注              |
| --------- | --------------------------- | ------------------ | ------------- | ----------------- |
| 东京-米泽 | 1小时56分钟                 | 约1小时30分钟      | 约26分钟      | 山形县估算        |
| 东京-山形 | 2小时26分钟                 | 约2小时            | 约26分钟      | 山形县估算        |
| 东京-山形 |                             | 1小时40分钟        |               | 6县合同项目组估算 |
| 东京-新庄 | 3小时11分钟                 | 约2小时30分钟      | 约41分钟      | 山形县估算        |
| 东京-秋田 | 约5小时50分钟               | 约2小时30分钟      | 约3小时20分钟 | 秋田县估算        |
| 山形-秋田 |                             | 42分钟             |               | 6县合同项目组估算 |